# Raimundo Robredo Rubio
Raimundo Robredo Rubio (Oviedo, 25 de abril de 1971) es un diplomático español. Fue Embajador de España en la República de Sudáfrica (2022-2025), en concurrencia con: República de Madagascar, Reino de Lesoto, Unión de las Comoras y República de Mauricio.

## Carrera diplomática
Nació en Oviedo. Su padre fue ejecutivo en la dirección en Ensidesa. Tras licenciarse en Ciencias Económicas y Empresariales en la Universidad de Oviedo, y diplomarse en Derecho, en la UNED, completó su formación universitaria con un Diploma de Estudios Europeos en la Universidad de Toulouse y realizó varios programas de Liderazgo en el IESE Business School (Universidad de Navarra) y en el Korean Development Institute-KDI, e ingresó en la Escuela Diplomática (2001).
Ha estado destinado en las Embajadas de España en: Tokio (Japón, 2002),  Pretoria (Sudáfrica, 2006),Dakar (Senegal, 2009) y Santiago de Chile (Chile, 2014).
En el Ministerio de Asuntos Exteriores, Unión Europea y Cooperación - MAEUEC (Madrid) ha sido: Jefe de Servicio de Cuestiones Europeas sobre Desarme (2001); Vocal Asesor en la Dirección General de Planificación y Evaluación de Políticas para el Desarrollo (2011); Vocal Asesor (África, Asia y Naciones Unidas) en el Gabinete de Presidencia del Gobierno (2012); director general para África (2017).
Desde enero de 2022 ejerce como embajador de España en Pretoria (República de Sudáfrica).
Los sindicatos Comisiones Obreras (CCOO) y Central Sindical Independiente y de Funcionarios (CSIF) denunciaron (junio de 2023) ante el Ministerio de Asuntos Exteriores un supuesto amaño en el proceso de selección en el que se presentaron quince personas para cubrir tres plazas vacantes como personal laboral fijo dentro de la Embajada española en Sudáfrica.